# Raymond Bottse
Raymond Bottse (Paramaribo, 2 maggio 1963) è un ex cestista olandese.

## Carriera
Con i Paesi Bassi ha disputato i Campionati mondiali del 1986 e i Campionati europei del 1989.